# Харрисон, Сара (певица)
Са́ра Ха́ррисон (англ. Sarah Harrison; род. 2 сентября 1990, Мальта) — британская певица, автор песен, актриса и телеведущая.

## Биография
Сара Харрисон родилась 2 сентября 1990 года на Мальте, где и начала свою карьеру в качестве телеведущей ещё в детстве.
В 2005 году Сара исполнила песню к фильму «Хроники Нарнии: Лев, колдунья и волшебный шкаф».
В 2005 и 2007 годах Сара появилась в двух фильмах о Гарри Поттере в роли ученицы Хогвартса — «Гарри Поттер и Кубок огня» и «Гарри Поттер и орден Феникса», соответственно.

## Фильмография
| Год  |   | Русское название             | Оригинальное название                 | Роль              |
| ---- | - | ---------------------------- | ------------------------------------- | ----------------- |
| 2005 | ф | Гарри Поттер и Кубок огня    | Harry Potter and the Goblet of Fire   | ученица Хогвартса |
| 2007 | ф | Гарри Поттер и орден Феникса | Harry Potter and the Orden of Phoenix | ученица Хогвартса |